# Esmé Sciaroni
Esmé Sciaroni (Biasca, 10 febbraio 1962) è una truccatrice svizzera.

## Biografia
Inizia i suoi studi professionali come estetista apprendista a Lugano, poi frequenta la Scuola di trucco cinematografico e teatrale Christian Chauveau a Parigi e infine consegue il diploma di architetto all'Università Svizzera Italiana USI di Mendrisio. Dal 2008 è membro dell'Accademia del Cinema Italiano, dal 2016 è membro European Film Academy - EFA e dal 2020 è membro dell’Academy of Motion Picture Arts and Sciences

## Filmografia

### Cinema
- Innocenza (1986)
- Nulla ci può fermare (1989)
- Bankomatt (1989)
- L’aria serena dell’ovest (1990)
- Il ladro di bambini (1992)
- Le amiche del cuore (1992)
- Tra due risvegli (1992)
- Volevamo essere gli U2 (1992)
- Un'anima divisa in due (1993)
- Senza pelle (1994)
- Lamerica (1994)
- Des nouvelles du Bon Dieu (1996)
- Le acrobate (1997)
- On connait la chanson/Parole,parole,parole (1997)
- Pola X (1999)
- Pane e tulipani (1999)
- Brucio nel vento (2002)
- Agata e la tempesta (2004)
- I giorni dell'abbandono (2005)
- Il regista di matrimoni (2006)
- Giorni e nuvole (2007)
- Matrimoni e altri disastri (2010)
- Cosa voglio di più (2010)
- La bellezza del somaro (2010)
- La scuola è finita (2010)
- Il rosso e il blu (2012)
- Il comandante e la cicogna (2012)
- Un giorno devi andare (2013)
- Viaggio sola (2013)
- In Treatment (2013)
- Il capitale umano (2013)
- La buca (2014)
- Nessuno si salva da solo (2015)
- La vita possibile (2016)
- La pazza gioia (2016)
- Piccoli crimini coniugali (2017)
- Il colore nascosto delle cose (2017)
- La tenerezza (2017)
- Occhi blu (2021)
- Il Signore delle Formiche (2021)

### Televisione
- Maigret: La trappola (2004)
- In Treatment (2013)
- In Treatment 2 (2014)
- In Treatment 3 (2017)
- L'amica geniale (2018)
- L'amica geniale 2 (2020)
- L'amica geniale 3 (2022)

## Riconoscimenti
- Candidata David di Donatello per il film Giorni e nuvole (2008)[1]
- Candidata alla Chioma di Berenice per il film La pazza gioia (2016)
- Candidata David di Donatello per il film La pazza gioia (2017)[2]
- Premio miglior truccatore del Festival del Cinema di Spello per il film La pazza gioia (2017)[3]
- Premio cinema Ticino alla 70' edizione del Locarno Film Festival (2017)[4]